# The Journal of Pathology
The Journal of Pathology is een internationaal, aan collegiale toetsing onderworpen wetenschappelijk tijdschrift op het gebied van de
pathologie.
De naam wordt in literatuurverwijzingen meestal afgekort tot J. Pathol.
Het wordt uitgegeven door John Wiley & Sons namens de Pathological Society of Great Britain and Ireland en verschijnt maandelijks.
Het eerste nummer verscheen in 1892.